# Судноплавство в Білорусі
Суднопла́вство в Білору́сі виконується тільки по річках та озерах, бо країна не має виходу до моря. Довжина водних шляхів Республіки Білорусь становить близько 2,5 тисяч кілометрів.
Однак використовуати ці шляхи для внутрішніх перевезень у багатьох випадках недоцільно. Це обумовлено тим, що на території Білорусі знаходяться як правило тільки верхів'я великих рік (наприклад, Дніпро, Західна Двіна, Німан і ін.). По-перше, не всі вони є судноплавними (тільки на самих великих водних артеріях глибини досягають 1,5 метрів). По-друге, зосереджені вони як правило по периметру республіки (Дніпро — східна й південно-східна, Прип'ять — південна, Буг — південно-західна, Німан — північно-західна, Західна Двіна — північно-східна частини Білорусі).
У той же час у центральній частині судноплавні внутрішні водні шляхи практично відсутні.
Водні шляхи Білорусі ніяк не зв'язані між собою (за винятком Дніпра, Прип'яті й Бугу).
Невеликі розміри держави й досить розвинена мережа автомобільних доріг, не сприяє росту обсягів внутрішніх перевезень річковим транспортом.

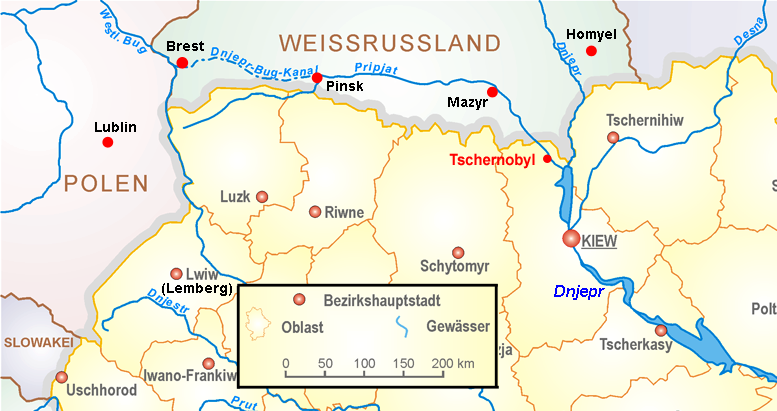
Дніпро-Бузький канал

Теоретично можливе використання всіх великих водних шляхів республіки (Дніпро, Прип'ять, Буг, Західна Двіна, Німан) для міжнародного річкового судноплавства. У цей час у Білорусі існує лише один експлуатований в одному напрямку водний шлях — це система Буг — Прип'ять — Дніпро — Чорне море. Наприкінці 1950-х років з'явилася ідея про створення магістрального водного шляху північ-південь, що включає Віслу, Буг, Прип'ять, Дніпро (т. зв. шлях Є 40), з можливим приєднанням до нього (через р. Ясельда, Огінський канал і р. Щара) Німану, включена Європейською економічною комісією в проект Європейської угоди про найважливіші внутрішні водні шляхи міжнародного значення .
Ведуться проектні роботи. Безумовно, будівництво цього магістрального шляху зажадає досить значних витрат. Причому основна частина їхніх витрат необхідна для території Польщі, де глибини на більшості ділянок Вісли й Бугу ледь досягають одного метра, тоді як відповідно до вимог до водних шляхів категорії Є мінімальна глибина повинна бути не нижче 1,2 метри. Білоруський відрізок, за винятком декількох ділянок, відповідає цим вимогам. У 2002 був викопаний обвідний канал навколо греблі в районі Берестя, що усунуло перешкоди на шляху судноплавства по р. Буг.

## Річкові порти і пристані
Всього в країні нараховується 10 річкових портів. Річкові порти Гомель, Бобруйськ, Мозир мають залізничні під'їзні колії й пристосовані для обробки вантажів, що діють у змішаному напрямку. Портове господарство оснащене плавучими й портальними кранами, вантажними механізованими лініями швидкісної обробки судів.

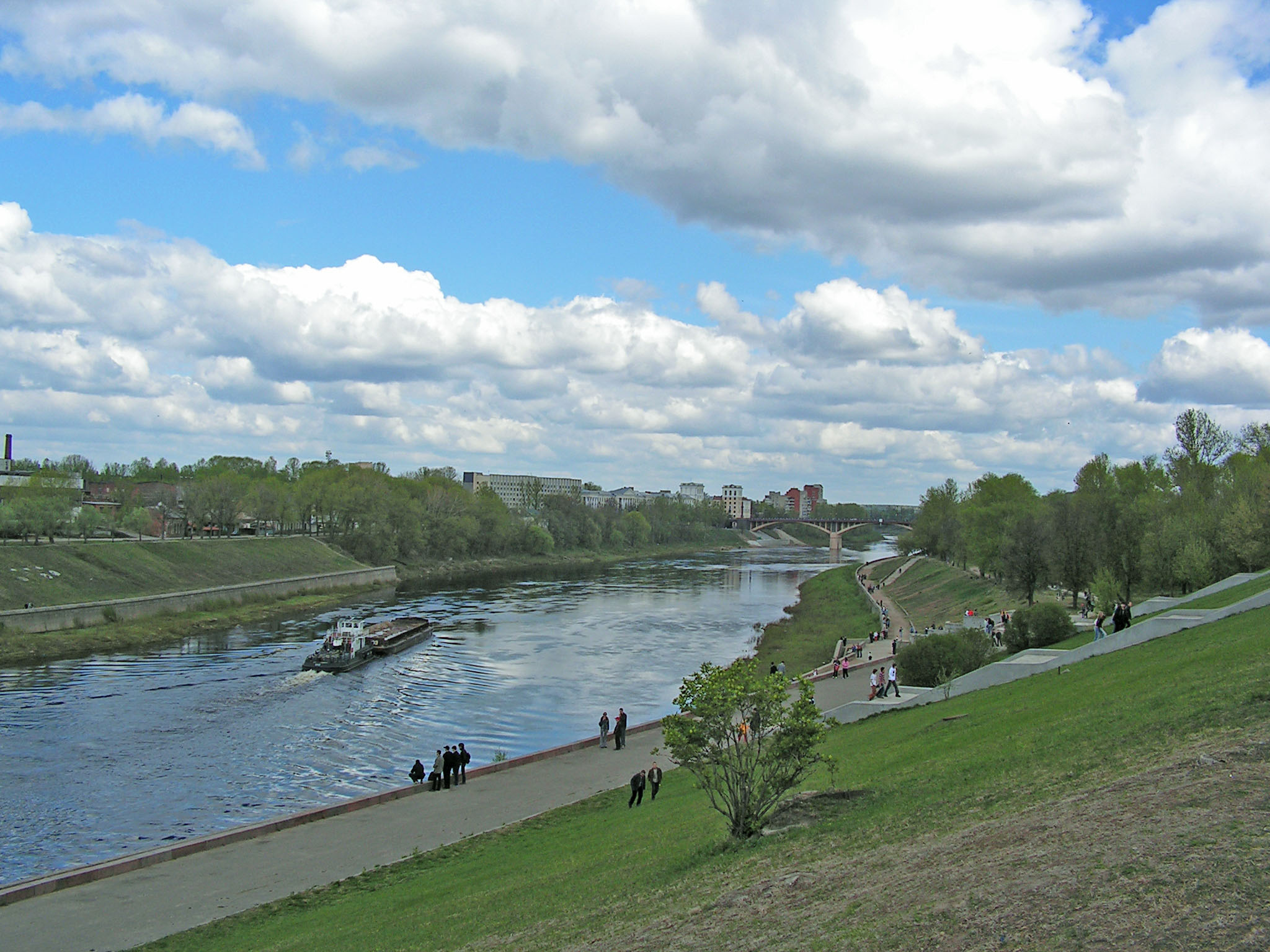
Західна Двіна у Вітебську

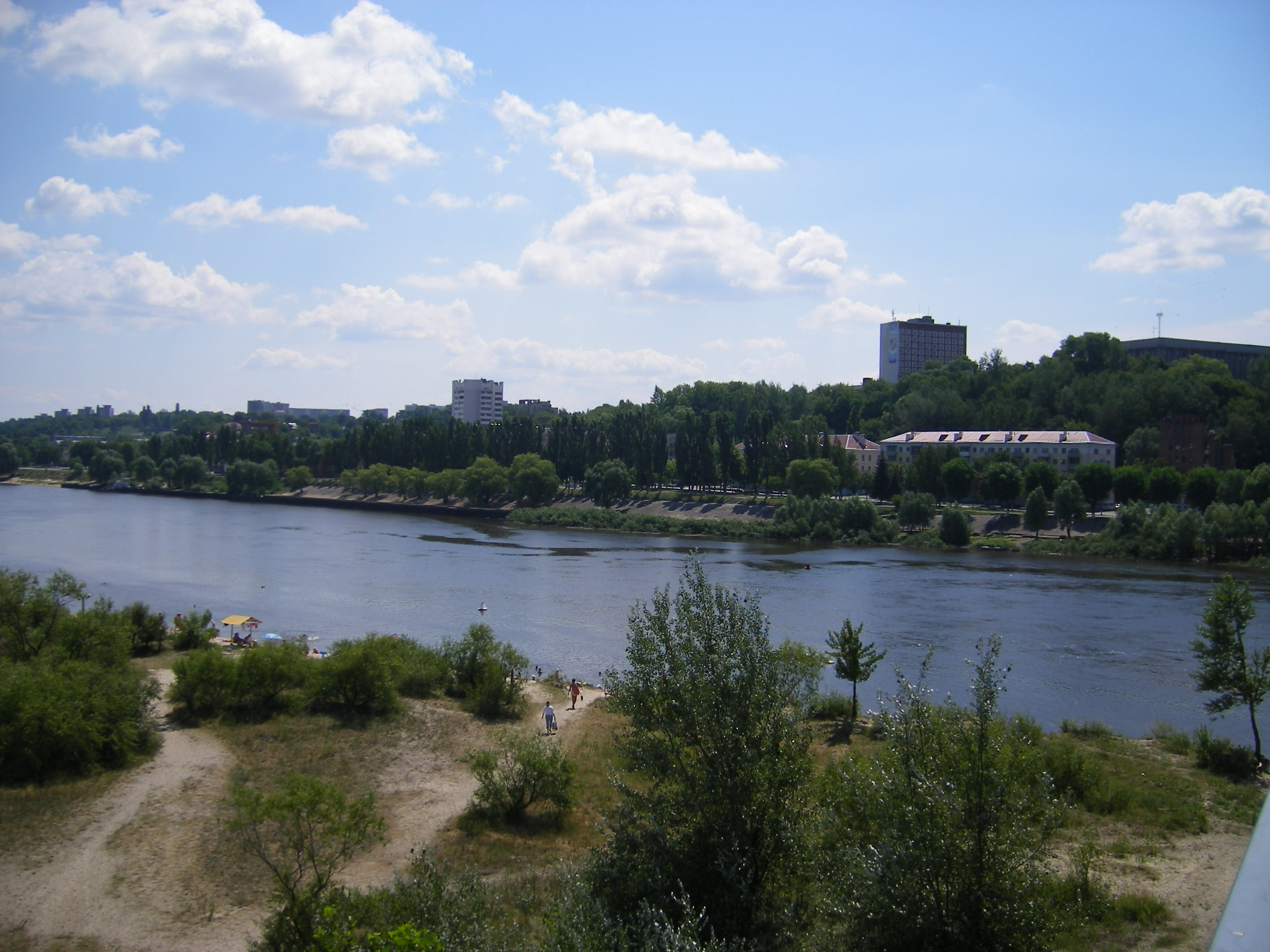
Прип'ять у Мозирі

### Порти
- Гродно (на Німані)
- Вітебськ (на Західній Двіні)
- Могильов (на Дніпрі)
- Бобруйськ (на Березині)
- Речиця (на Дніпрі)
- Гомель (на Сожі)
- Берестя (на Західному Бузі)
- Пінськ (на Прип'яті)
- Мікашевичі (на Прип'яті)
- Мозир (на Прип'яті)

### Пристані
- Полоцьк (Західна Двіна)
- Верхньодвінськ (Західна Двіна)
- Мінськ (пасажирські перевезення на водосховищах в районі міста)
- Березино (Березіна)
- Бихів (Дніпро)
- Жлобин (Дніпро)
- Свєтлогорськ (Березіна)
- Кобринь (Дніпро-Бузький канал)
- Волянські мости (Дніпро-Бузький канал)
- Турів (Прип'ять)
- Петриків (Прип'ять)
- Наровля (Прип'ять)
- Лоєв (Дніпро)

## Транспорт
На ріках республіки експлуатується близько 700 судів транспортного, технічного й допоміжного флоту.
Основним перевізником вантажів є РТУП «Білоруське річкове пароплавство», що здійснює як перевезення вантажів, так і їхню обробку в портах. Технічні можливості портів дозволяють перевозити понад 8 млн тонн і обробити 15 млн тонн вантажів на рік.